# Емі Фостер (оповідання)
Емі Фостер (англ. Amy Foster) — оповідання англійського письменника Джозефа Конрада, що опубліковане в 1901 році в журналі «The Illustrated London News», а пізніше увійшло до збірки «Тайфун та інші історії» (1903 рік).
На основі твору у 1997 році знято фільм «Віднесений морем» (англ. Swept from the Sea) режисерки Бібан Кідрон.

## Історія
Розповідь, написана Конрадом у 1901 році, була опублікована в грудні того ж року трьома частинами в журналі «The Illustrated London News», передрукована в 1903 році в збірці «Тайфун та інші оповідання». Центральні теми оповідання, проблема інтеграції та ізоляції, комунікаційний бар'єр між різними етнічними групами та страх перед іноземцями, були добре відомі Конраду, який особисто пережив їх як емігрант з Польщі в тій самій частині Англії, в якій відбувається дія роману.
Оповідання повинно було називатися «Чоловік» або «Недостойний», але Конрад вважав, що фокусування уваги читача до головної героїні була б найкращим вибором.
Оповідання Емі Фостер також було опубліковано в Польщі у 1914 році під назвою «Janko Góral» (переклад Марії Бунікевичової).

## Сюжет
Бідний емігрант, прямуючи з Гамбурга до Америки, зазнав корабельної аварії біля берегів Англії. Жителі сусіднього села, спочатку не підозрюючи про кораблетрощу, а отже, і про можливість того, що вцілілі могли дістатися до берега, вважають його небезпечним мандрівником і божевільним. Він не розмовляє англійською, а його рідна мова звучить дивно для місцевих жителів, лякаючи їх настільки, що змушують маргіналізувати його, не пропонуючи йому ніякої допомоги.
Попри труднощі, що виникли, Янко Гураль (так звуть незнайомця) знаходить притулок і роботу в ексцентричного місцевого старійшини пана Сваффера. Янко трохи вивчає англійську і встигає пояснити, що його ім'я Янко означає «маленький Джон» і що він був альпіністом зі Східних Карпат, який сів на борт корабля «Герцогиня Софія-Доротея», що зазнав аварії.
Янко закохується в Емі Фостер, служницю, яка виявила до нього певну доброту. Пара, попри несхвалення громади, одружується. Подружжя живе в котеджі, який подарував Янку Сваффер, вдячний незнайомцю за те, що він врятував життя його племінниці. У Янка та Емі народився син, якого дружина назвала Джонні.
Через кілька місяців Янко тяжко захворів і в гарячці почав розмовляти своєю мовою. Емі, налякана маренням чоловіка, тікає з дому, забираючи дитину з собою. Наступного ранку Янка знаходять мертвим. Наприкінці оповідання розкриваються незрозумілі слова Янка, вони були не що інше, як прохання води.

## Переклад українською
- Конрад Дж. Емі Фостер. З англ. пер. І. Павленко. Всесвіт. 2018. № 3–4. С. 205—222
- Джозеф Конрад. Фальк. Емі Фостер. Завтра. — К. : Астролябія, 2018. — 224 с. — ISBN 978-617-664-133-9.